# Hibria
Hibria ist eine Speed- und Power-Metal-Band aus Porto Alegre, Brasilien. Die Band ist bei Remedy Records unter Vertrag.

## Bandgeschichte
Hibria entstand zwischen 1996 und 1997. Nachdem Abel Camargo und Marco Paninchi zusammen eine neue Band mit dem Namen Malthusian gründeten, wurde die Gruppe rund um Schlagzeuger Sávio Sordi mit Ausnahme des Bassisten in Malthusian integriert. Es folgten Besetzungswechsel, worauf im Endeffekt Diego Kasper zur Band stieß, sowie Sänger Iuri Sanson, den sie auf einem Konzert im Jahr 1996 kennengelernt hatten. Mit diesem Line-Up wurde Hibria gegründet.
Zwei Monate nach dem Einstieg von Iuri Sanson 1997 erschien das erste Demo Metal Heart. Im August 1999 veröffentlichte Hibria den Nachfolger Against the Faceless. Zur selben Zeit ging die Band in Europa auf Tour. Zu anfangs nur mit drei bestätigten Auftritten, wurden auf der Against the Faceless Demo Tour 29 Konzerte unter anderem in Deutschland, Belgien oder Tschechien, gespielt. Laut einem Exzerpt aus einem Interview, das auf der Homepage der Band zu finden ist und für das Rock It!-Magazin getätigt worden war, reiste Hibria während dieser Tour mit dem Zug und mit Rucksack.
2001 erschien die Single Steel Lord on Wheels in der lokalen Umgebung der Band. 2003 und 2004 komponierten und nahmen Hibria die Lieder für das Debüt-Album Defying the Rules auf, das bei Piet Sielck in Deutschland abgemischt und via Remedy Records veröffentlicht wurde.

## Stil
Hibria sind für ihre technischen Fähigkeiten und ihre Geschwindigkeit bekannt. Der Stil von Hibria steht unter den Einflüssen zahlreicher Bands wie z. B. Iron Maiden, Metallica, Helloween, Judas Priest, Megadeth, Manowar und Dream Theater (einige Stücke haben daher auch sehr starke Progressive-Metal-Einflüsse).

## Diskografie

### Demos
- 1997: Metal Heart
- 1999: Against the Faceless

### Studioalben
- 2004: Defying the Rules
- 2008: The Skull Collectors
- 2011: Blind Ride
- 2013: Silent Revenge
- 2014: Defying the Rules: 10th Anniversary
- 2015: Hibria
- 2018: Moving Ground
- 2022: Me7amorphosis

### Livealben
- 2009: Live at Rolling Hall, Seoul, Korea
- 2012: Blinded by Tokyo – Live in Japan

### EPs
- 2018: XX

### Singles
- 2001: Steel Lord on Wheels
- 2019: Fearless Will
- 2022: Skyline of the Soul

### Splits
- 2011: East Japan's Help (mit Downhell)

### Videos
- 2012: Blinded by Tokyo – Live in Japan[5]